# Hindi Zahra
Zahra Hindi (písmem tifinagh ⵀⵉⵏⴷⵉ ⵣⴰⵀⵔⴰ), vlastním jménem Hindi Zahra (* 20. ledna 1979 Chúribga) je francouzská zpěvačka, skladatelka, multiinstrumentalistka a herečka berberského původu.
Narodila se v Maroku, k hudbě ji vedla matka, která byla zpěvačka. V patnácti letech odešla do Paříže za svým otcem, který sloužil ve francouzské armádě. Školu nedokončila a od osmnácti let pracovala v Louvru, v té době začala psát své první písně. V roce 2010 vydala debutové album, které získalo Prix Constantin a cenu Victoires de la Musique, singl „Beautiful Tango“ se dostal do první desítky belgického žebříčku Ultratop. Její tvorba propojuje vlivy jazzu a šansonu s berberským folklórem, za své pěvecké vzory označuje Ninu Simone a Cheikhu Rimitti, její dramaticky vypjatý projev bývá kritikou přirovnáván k Édith Piaf. Hrála také jednu z hlavních rolí v koprodukčním historickém filmu Fatiha Akina Šrám (2014).

## Diskografie
- 2010: Handmade
- 2015: Homeland